# 伊東市立池小学校
伊東市立池小学校（いとうしりつ いけしょうがっこう）は、静岡県伊東市池にある公立小学校。

## 沿革
- 1873年（明治6年）7月7日 - 「八幡野小分校」創設[1]。
- 1880年（明治13年）1月 - 「池小学校」として独立[1]。
- 1886年（明治19年）3月31日 - 組織変更により一旦廃校となる[1]。
- 1887年（明治20年）4月1日 - 「八幡野小分校」となる[1]。
- 1892年（明治25年）10月 - 「村立池尋常小学校」として独立[1]。
- 1941年（昭和16年）4月1日 - 「対島村立池国民学校」と改称[1]。
- 1947年（昭和22年）4月1日 - 「対島村立池小学校」と改称[1]。
- 1955年（昭和30年）4月1日 - 「伊東市立池小学校」と改称[1]。
- 1978年（昭和53年）3月3日 - 校歌（作詞・こわせたまみ,作曲・中田喜直）制定[1]。

## 通学区域
- 池 全域[2]